# Władysław Antoniewski
Władysław Antoniewski właśc. Władysław Janek (ur. w 1862 w Krakowie, zm. 5 listopada 1914 we Lwowie) – polski aktor i reżyser teatralny, dyrektor teatrów.

## Życiorys
Kształcił się w Krakowie. Na scenie debiutował w 1881 roku w Piotrkowie Trybunalskim w zespole Bolesława Kremskiego. W latach 1883–1890 grał głównie w teatrach krakowskich, występując także w przedstawieniach wyjazdowych w Sosnowcu, Częstochowie, Kielcach, Radomiu, Piotrkowie, Tarnowie, Przemyślu, Stanisławowie oraz Szczawnicy. W 1890 roku pełnił również rolę reżysera. Ponadto w latach 1883-1885 grał w Poznaniu.
W latach 1892/1893 występował w Petersburgu w zespole Kazimierza Kamińskiego, a następnie grał w Łodzi (1893). W grudniu 1893 roku objął - po Lucjanie Kwiecińskim - dyrekcję teatru w Stanisławowie, którą sprawował do 1893 roku. W tym czasie na stanisławowskiej scenie występowała m.in. Helena Modrzejewska, z którą Andrzejewski przyjaźnił się jeszcze z czasów krakowskich. Następnie przeniósł się do Lwowa, gdzie pracował do końca życia. Zaangażował się również społecznie, tworząc czytelnię dla artystów oraz zakładając Towarzystwo Wzajemnej Pomocy dla Artystów, przy którym utworzył Fundusz Wdów i Sierot im. Heleny Modrzejewskiej.